# Adoxophyes ablepta
Adoxophyes ablepta är en fjärilsart som beskrevs av Turner 1945. Adoxophyes ablepta ingår i släktet Adoxophyes och familjen vecklare. Inga underarter finns listade i Catalogue of Life.